# Walter Blume (pilot)
Walter Blume (ur. 10 stycznia 1896 w Jeleniej Górze, zm. 27 maja 1964 w Duisburgu) – profesor inżynier, as lotnictwa niemieckiego z 28 zwycięstwami w I wojnie światowej.

## Informacje ogólne
Urodzony na Dolnym Śląsku w Jeleniej Górze. Po wybuchu I wojny światowej służył jako ochotnik w piechocie w 1. Schlesische Jäger-Bataillon Nr. 5, y którym został skierowany na front wschodni. W końcu 1914 został ranny. Po okresie rekonwalescencji został przeniesiony do lotnictwa. Od czerwca 1915 rozpoczął karierę lotniczą. Najpierw jako pilot dwumiejscowego samolotu obserwacyjnego, a wkrótce przeniesiony do Jagdstaffel 26 jako pilot samolotu myśliwskiego. W Jasta 26 pierwsze zwycięstwo odniósł 10 maja 1917. Po kilku miesiącach już jako as z 6 zwycięstwami został przeniesiony do Jagdstaffel 9 i odznaczony Krzyżem Żelaznym II. 29 listopada 1917 został po raz drugi ranny. Po okresie rekonwalescencji został ponownie skierowany do Jagdstaffel 9. W eskadrze tej odniósł kolejne 22 zwycięstwa, a od 14 maja 1918 do końca wojny został jej dowódcą. Przez cały czas wojny walczył na froncie zachodnim. W dniu 2 października 1918 został odznaczony Pour le Mérite.
Po zakończeniu wojny pozostał w lotnictwie. Ukończył studia politechniczne w Hanowerze o kierunku budowy samolotów i został zatrudniony w połowie lat dwudziestych w fabryce Arado Flugzeugwerke. Uczestniczył w pracach nad samolotami Arado Ar 95, Arado Ar 96 oraz Arado Ar 232. W 1932 został mianowany naczelnym inżynierem Arado Flugzeugwerke i przez kolejne 10 lat był odpowiedzialny między innymi za prace nad samolotem bombowo-rozpoznawczym o napędzie odrzutowym Arado Ar 234.
Po kapitulacji III Rzeszy Walter Blume dostał się do niewoli radzieckiej. Przez kilka lat był więziony w Związku Radzieckim i pomagał Rosjanom w rozwoju ich samolotów odrzutowych. W połowie lat pięćdziesiątych powrócił do Republiki Federalnej Niemiec. Zmarł w Duisburgu 27 maja 1964.

## Odznaczenia
- Pour le Mérite – 2 października 1918
- Order Hohenzollernów z mieczami, 7 sierpnia 1918
- Krzyż Żelazny I Klasy
- Krzyż Żelazny II Klasy, 17 sierpnia 1917